# Xã Bonaville, Quận McPherson, Kansas
Xã Bonaville (tiếng Anh: Bonaville Township) là một xã thuộc quận McPherson, tiểu bang Kansas, Hoa Kỳ. Năm 2010, dân số của xã này là 74 người.